# Зграда у улици Тургењевљевој бр. 1 у Београду
Зграда у улици Тургењевљевој бр. 1 у Београду је подигнута 1935. године, значајна је за организовање и рад Комунистичке партије Југославије. Представља непокретно културно добро као споменик културе.

## Архитектура
Саграђена је као породична кућа београдског лекара Радомира Ћирковића. Зграда се налази на углу Кировљеве и Тургењевљеве улице на Општини Чукарица, мало је увучена са омањим вртом испред чеоне фасаде. Изграђена је по пројекту општинског инжињера архитекте Марка Андрејевића као двокрилни угаони објекат чија главна фасада са терасом у лођи гледа према раскрсници, док бочне фасаде излазе на регулациону линију поменутих улица. Зграда је изграђена у два нивоа повезана каменим степеништем. Зидана је од тврдог материјала – цигле — и покривена црепом. Некада је на овој згради било три улаза: два су водила из улице Тургењевљева у просторије приземља, а трећи из Кировљеве улице у сутерен. Један од прва два улаза касније је зазидан.
Поред власника, у њој су становали партијски активисти, Лазар Кочовић и Петруша Кочовић-Зорић. Већ од 1936. године зграда је постала место састајања и повремених боравака истакнутих чланова Комунистичке партије Југославије. Године 1943. Лазар Кочовић је као активиста НОП-а ухапшен и затим стрељан у логору на Бањици. Његова сестра Петруша остала је у истом стану до 1945. године.

## Историјат
У годинама пред Други светски рат диспозиција ове грађевине и њен положај одговарао је потребама Партије. Према Петрушиним сећањима, као и других активиста, у овој згради су се састајали или склањали од полицијског прогона бројни активости. Забележено је да су овде боравили: Сретен Жујовић, Мома Марковић, Светозар Вукмановић-Темпо, Лепа Перовић, Крсто Попивода, Милојко Мићуновић, Ђуро Стругар, Иван Милутиновић, Благоје Нешковић и други. У згради су се тада пред рат одржавали бројни састанци и саветовања. Два најзначајнија саветовања Покрајинског комитета КПЈ за Србију одржана су у фебруару и марту 1941. у згради Радомира Ћирковића у Тургењевљевој 1. На мартовском Саветовању одржаном 30. марта присуствовали су: Јосип Броз Тито, Раде Кончар, Иван Милутиновић, Ђуро Стругар, Милош Матијевић, Лазар Колишевски, Љубинка Милосављевић, Давид Пајић, Радоје Дакић, Иво Лола Рибар, Милован Ђилас, Светозар Вукмановић Темпо и бројни други. О овом састанку објављено је више радова, поред сећања учесника и бројних чланака у дневној штампи и часописима, овај мартовски догађај описан је у монографији: „Чукарица, раднички покрет и НОБ”, као и у шестом тому Титових сабраних дела.